# W. Zuckschwerdt Verlag

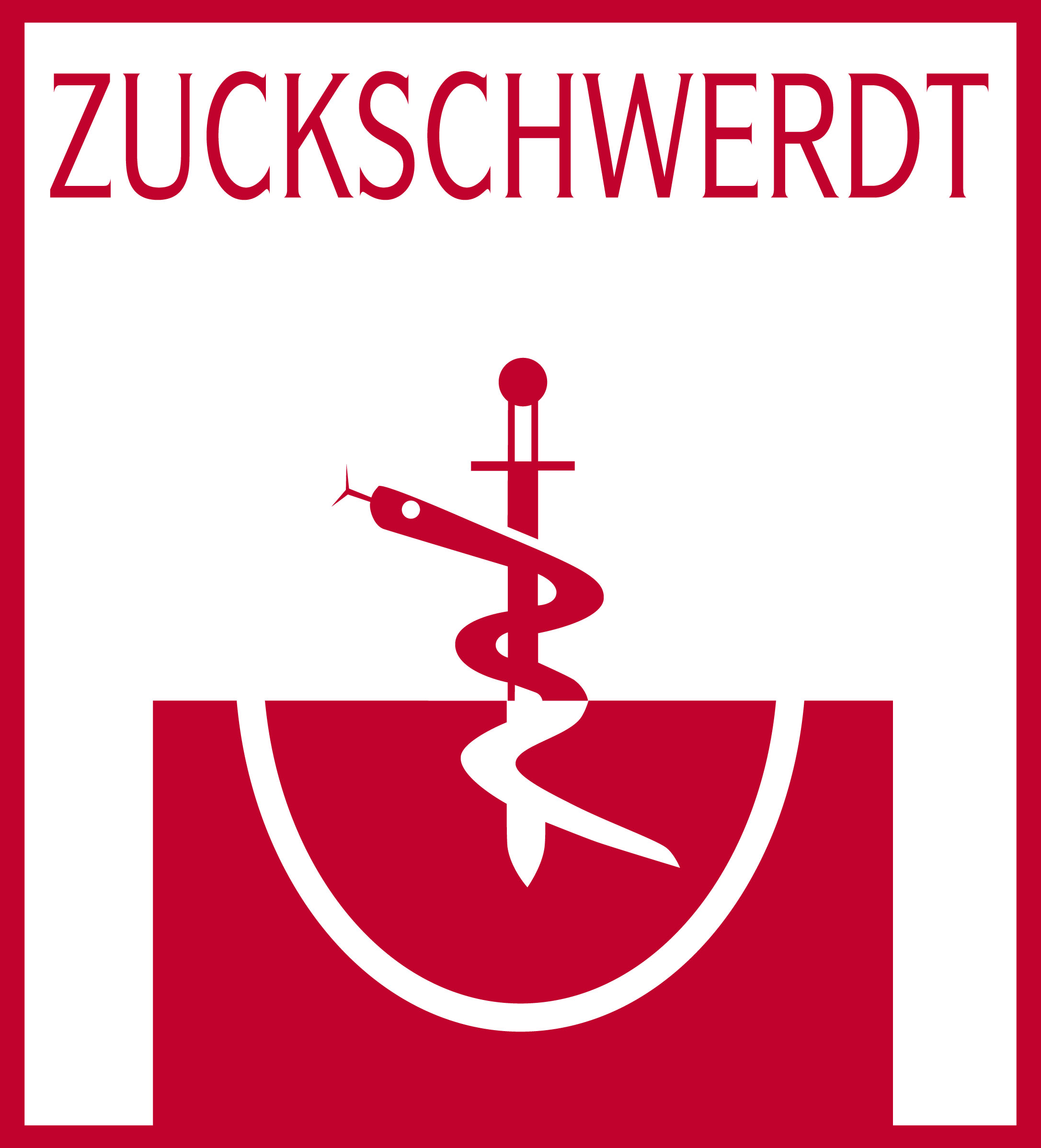
W. Zuckschwerdt Verlag GmbH

Der W. Zuckschwerdt Verlag ist ein deutscher Fachverlag für Medizin und Naturwissenschaften mit Sitz in München. Das Programm des konzernunabhängigen Hauses umfasst Fachliteratur für Ärzte, Pfleger und andere Gesundheitsberufe sowie Ratgeber für Patienten. Veröffentlicht werden Zeitschriften und Bücher in elektronischer und gedruckter Form sowie Apps und Websites.

## Verlagsprogramm

### Fachliteratur und Ratgeber
Während der Schwerpunkt des Fachprogramms im Bereich Onkologie/Hämatologie liegt, ist das Ratgeberprogramm breiter gestreut. Von Ärzten verfasst, bieten die Patientenratgeber Informationen zu zahlreichen Diagnosen etwa aus der Inneren Medizin, der Neurologie oder der Orthopädie. Dazu zählen z. B. Schilddrüsenerkrankungen, Multiple Sklerose, Nahrungsmittelunverträglichkeiten.
Ein großer Teil der über 1000 veröffentlichten Fachbücher und Ratgeber kann neben der Printausgabe auch als E-Book bezogen werden. Der Verlag kooperiert mit medizinischen Zentren und Fachgesellschaften wie dem Tumorzentrum München, der Arbeitsgemeinschaft Gynäkologische Onkologie e.V. (AGO) einer Arbeitsgemeinschaft der Deutschen Krebsgesellschaft, sowie der Deutschen Krebsgesellschaft selbst.

### Zeitschriften
2011 wurde das Organ „Onkologische Pflege“ gegründet, das als vierteljährlich erscheinende Zeitschrift das Ziel hat, die Versorgung in der onkologischen Pflege zu fördern. In Zusammenarbeit mit der Konferenz Onkologischer Kranken- und Kinderkrankenpflege, einer Arbeitsgemeinschaft der Deutschen Krebsgesellschaft, werden aktuelle Themen, praxisrelevante Berichte und Fortbildungsarbeiten veröffentlicht.

## Geschichte
Der seit 1979 bestehende Verlag wurde von Werner Zuckschwerdt in München gegründet, 1995 der Firmensitz in das benachbarte Germering verlegt. 2019 zog der Verlag zurück nach München. 2017 übernahm der Verleger Jörg Meidenbauer das Unternehmen, das er seitdem auch leitet. Während der Verlag in den ersten Jahren überwiegend medizinisch-wissenschaftliche Literatur verlegte, wurde seit 2005 auch ein Ratgeber-Programm aufgebaut, das sich an Patienten und medizinisch interessierte Leser wendet.